# Ornitologia
Ornitologia (gr. ορνις ornis, ορνιθος ornithos „ptak”; λογος logos „słowo, dyskusja”) – dział zoologii zajmujący się ptakami (Aves).
Domeną zainteresowania ornitologów jest przede wszystkim biologia ptaków, ale także ich zwyczaje, trasy przelotów, gniazdowanie, życie społeczne, obserwacja w terenie itp. Obserwowanie ich bytu umożliwia m.in. obrączkowanie ptaków. Ornitologia to także zbiór wiadomości i informacji na tematy związane z ptakami, ich lęgowiskami oraz upierzeniem itp.

## Historia ornitologii
Ornitologia należy do najstarszych gałęzi zoologii i już w starożytności ptaki opisywali Arystoteles i Pliniusz. Okres średniowiecza nie był korzystny dla rozwoju nauk ścisłych, w tym i przyrodniczych, i z tego okresu dziejów pozostały mniej lub bardziej udane przeróbki dzieł Arystotelesa i Pliniusza. Dopiero okres odrodzenia przyniósł rozwój nauk przyrodniczych, w tym także ornitologii, uwalniając je stopniowo od starożytnych legend, średniowiecznych przesądów i błędnych obserwacji.
Pierwszym ornitologiem obrączkującym ptaki był duński nauczyciel, ornitolog amator Hans Christian Cornelius Mortensen (1856–1921). Od 1899 używał ponumerowanych aluminiowych obrączek do oznaczenia m.in. 165 szpaków, które złapał w skrzynkach lęgowych. Pierwszy projekt obrączkowania zrealizowano w Niemczech w 1903 r. pod kierownictwem Johannesa Thienemanna (1863–1938) w Obserwatorium ptaków Rossitten w Prusach Wschodnich na wybrzeżu Morza Bałtyckiego. Następne tego typu akcje odbyły się na Węgrzech w 1908, w Wielkiej Brytanii w 1909, w Jugosławii w 1910 i w krajach skandynawskich pomiędzy 1911 a 1914.

## Polscy ornitolodzy
Do najważniejszych polskich przyrodników opisujących ptaki należą:
- Przemysław Busse
- Tadeusz Chrostowski
- Mateusz Cygański
- Janusz Domaniewski
- Andrzej Dunajewski
- Benedykt Dybowski
- Włodzimierz Dzieduszycki (1825–1899)
- Włodzimierz Dzieduszycki (1885–1971)
- Feliks Paweł Jarocki
- Stanisław Bonifacy Jundziłł
- Andrzej Kruszewicz
- Krzysztof Kluk
- Jan Marchlewski
- Włodzimierz Puchalski
- Władysław Rydzewski
- Gabriel Rzączyński
- Jan Sokołowski
- Tadeusz Stawarczyk
- Władysław Taczanowski
- Ludwik Tomiałojć
- Konstanty Tyzenhauz
- Antoni Waga
- Kazimierz Wodzicki
- Kazimierz Antoni Wodzicki